# Macedònia del Nord al Festival de la Cançó d'Eurovisió
Macedònia del Nord —fins a 2018 va concursar com a Antiga República Iugoslava de Macedònia— ha participat en el Festival de la Cançó d'Eurovisió des del seu debut en 1998. El millor resultat que ha obtingut fins ara ha estat el 7è lloc en la final de 2019. Fins llavors, juntament amb Montenegro, Macedònia del Nord havia estat l'única antiga nació iugoslava que no havia acabat mai dins dels 10 millors en Eurovisió (TOP-10). A més, és dels països que més temps ha estat sense classificar-se per a la gran final del festival, concretament en les sis edicions que van entre 2012 i 2019.

## Història
Abans de ser un estat independent, com a part de la RFS Iugoslàvia, la RS Macedònia competia al Jugovizija, la preselecció nacional iugoslava. Després de la desintegració de Iugoslàvia, els països que van obtenir la seva independència van buscar participar en el Festival d'Eurovisió com a entitats independents. La llavors denominada Antiga República Iugoslava de Macedònia estava preparada per participar en 1993 amb Maja Odzaklievska i la cançó «Ne me dopiraj». No obstant això, es va retirar abans del festival per raons que no es van fer públiques.
En 1995, Karolina Gočeva va participar en l'Skopje Fest amb la cançó «Me sakas» i va guanyar el vot del jurat, però va perdre al Grand Prix contra Lidija Kochovska. Això va generar molta polèmica sobre quina persona hauria d'enviar la TV macedònia. Al final, Karolina Gočeva i la seva cançó van ser retirades del concurs. Va ser finalment en 1996 quan el Skopje Fest va ser usat com a preselecció nacional per al Festival de la Cançó d'Eurovisió. Karolina hi va participar, a l'edat de 15 anys, amb la cançó «Ma adje kazi mi» («Vinga, digues-me») i, encara que la seva posició final no fou revelada, se sap que va guanyar el premi del jurat per la 'Millor Interpretació'. La guanyadora va ser Kaliopi Gril amb la cançó «Samo ti». La cançó va participar en la preselecció per al Festival de 1996. Va acabar en 27è lloc, de manera que no participà en l'edició d'aquest any.
L'anomenada aleshores Antiga República Iugoslava de Macedònia va aconseguir classificar-se per a la final del festival en l'edició de 1998 amb el tema «Ne zori, zoro» («Que no claregi»), cantat per Vlado Janevski, qui va aconseguir el 19è lloc amb 16 punts. Aquest tema marcà una fita en la història recent d'Eurovisió pel fet de ser l'última cançó participant que va ser interpretada amb orquestra en viu, després de l'eliminació a l'any següent.
L'anteriorment denominada Antiga República Iugoslava de Macedònia no va passar les semifinals entre 2007 i 2011. En 2008, a pesar del fet que va obtenir la 10a posició, el jurat no la va triar per a la final en favor de la sueca Charlotte Perrelli, qui hauria quedat en 12a posició. En 2009, va quedar novament en la 10a posició, però el vot del jurat va afavorir els finlandesos Waldo's People que havien quedat en 12a posició. En 2010, van acabar en 15a posició amb la cançó «Jas ja imam silata» («Jo tinc la força») interpretada per Gjoko Taneski. Es va especular que el seu mal resultat va ser causat per la posada en escena que era "masclista", ja que hi havia un moment en què agafava del coll a una ballarina i també pel títol. En 2011, Vlatko Ilievski i la seva cançó «Rusinka» van aconseguir el pitjor resultat macedoni en semifinals, ja que van acabar en el lloc 16. Per a Festival de la Cançó d'Eurovisió 2012 es va triar internament a l'artista Kaliopi, que va retornar aquest país a la final amb el lloc 13, empatat a punts amb Romania, que va ser dotzena. Tant en 2013 («Pred da se razdeni») com en 2014 («To the sky») i també en 2015 («Autumn leaves»), els seus llocs —16, 13 i 15, respectivament— van fer impossible la classificació del país per a la gran final. Per a 2016, es va escollir internament novament a Kaliopi amb l'esperança de tornar al país a la final, amb «Dona», una balada balcànica en macedoni. Finalment, el país es quedaria, un any més, fora, en el lloc 11è amb 88 punts. Si s'hagués tingut en compte únicament el televot, l'A.R.I. Macedònia hagués aconseguit l'anhelada classificació en un 8è lloc. En 2017, van escollir internament Jana Burčeska com la seva candidata, i la cançó «Dance Alone» («Ballar Sola») i al 2018 van fer el mateix amb Eye Cue i el seu tema «Lost and Found» («Perduts i trobats»), que tampoc van aconseguir passar a la final.
Després de no haver-se classificat des de 2012, Macedònia del Nord va aconseguir fer-ho després de quedar en 2a posició en la segona semifinal amb 239 punts. En la final, seria la favorita del jurat i finalment quedaria 7a amb 305 punts. Així, Tamara Todevska (una de les components del trio representant en 2008) aconseguiria amb «Proud» el millor resultat del país fins al moment, tant en la semifinal com en la final.
El festival de música pop Skopje Fest és emprat com a preselecció nacional. Tots dos xous sempre són coberts per la Radiotelevisió Macedònia.

## Participacions
Llegenda
| Any                                   | Seu         | Artista                           | Cançó                 | Final                | Punts                | Semifinal                 | Punts                     |
| ------------------------------------- | ----------- | --------------------------------- | --------------------- | -------------------- | -------------------- | ------------------------- | ------------------------- |
| 1996                                  | Oslo        | Kaliopi                           | «Samo ti»             | No es va classificar | No es va classificar | 26                        | 14                        |
| No hi va participar en 1997           |             |                                   |                       |                      |                      |                           |                           |
| 1998                                  | Birmingham  | Vlado Janevski                    | «Ne zori, Zoro»       | 19                   | 16                   | No va haver-hi semifinals | No va haver-hi semifinals |
| No hi va participar en 1999           |             |                                   |                       |                      |                      |                           |                           |
| 2000                                  | Estocolm    | XXL                               | «100% Te ljubam»      | 15                   | 29                   | No va haver-hi semifinals | No va haver-hi semifinals |
| No hi va participar en 2001           |             |                                   |                       |                      |                      |                           |                           |
| 2002                                  | Tallinn     | Karolina Gočeva                   | «Od nas zavisi»       | 19                   | 25                   | No va haver-hi semifinals | No va haver-hi semifinals |
| No hi va participar en 2003           |             |                                   |                       |                      |                      |                           |                           |
| 2004                                  | Istanbul    | Toše Proeski                      | «Life»                | 14                   | 47                   | 10                        | 71                        |
| 2005                                  | Kíev        | Martin Vučić                      | «Make my day»         | 17                   | 52                   | 9                         | 97                        |
| 2006                                  | Atenes      | Elena Risteska                    | «Ninanajna»           | 12                   | 56                   | 10                        | 76                        |
| 2007                                  | Hèlsinki    | Karolina Gočeva                   | «Mojot svet»          | 14                   | 73                   | 9                         | 97                        |
| 2008                                  | Belgrad     | Tamara, Vrčak i Adrian            | «Let me love you»     | No es va classificar | No es va classificar | 10                        | 64                        |
| 2009                                  | Moscou      | Next time                         | «Nesto sto ke ostane» | No es va classificar | No es va classificar | 10                        | 45                        |
| 2010                                  | Oslo        | Gjoko Taneski                     | «Jas ja imam silata»  | No es va classificar | No es va classificar | 15                        | 37                        |
| 2011                                  | Düsseldorf  | Vlatko Ilievski                   | «Rusinka»             | No es va classificar | No es va classificar | 16                        | 36                        |
| 2012                                  | Bakú        | Kaliopi                           | «Crno i belo»         | 13                   | 71                   | 9                         | 53                        |
| 2013                                  | Malmö       | Vlatko Lozanoski i Esma Redjèpova | «Pred da se razdeni»  | No es va classificar | No es va classificar | 16                        | 28                        |
| 2014                                  | Copenhaguen | Tijana Dapčević                   | «To the sky»          | No es va classificar | No es va classificar | 13                        | 33                        |
| 2015                                  | Viena       | Daniel Kajmakoski                 | «Autumn Leaves»       | No es va classificar | No es va classificar | 15                        | 28                        |
| 2016                                  | Estocolm    | Kaliopi                           | «Dona»                | No es va classificar | No es va classificar | 11                        | 88                        |
| 2017                                  | Kíev        | Jana Burčeska                     | «Dance Alone»         | No es va classificar | No es va classificar | 15                        | 69                        |
| 2018                                  | Lisboa      | Eye Cue                           | «Lost and Found»      | No es va classificar | No es va classificar | 18                        | 24                        |
| 2019                                  | Tel-Aviv    | Tamara Todevska                   | «Proud»               | 7                    | 305                  | 2                         | 239                       |
| 2020                                  | Rotterdam   | Vassil Garvanlíev                 | «You»                 | Festival cancel·lat  | Festival cancel·lat  | Festival cancel·lat       | Festival cancel·lat       |
| 2021                                  | Rotterdam   | Vassil Garvanlíev                 | «Here I Stand»        | No es va classificar | No es va classificar | 15                        | 23                        |
| 2022                                  | Torí        | Andrea Koevska                    | «Circles»             | No es va classificar | No es va classificar | 11                        | 76                        |
| No hi va participar entre 2023 i 2025 |             |                                   |                       |                      |                      |                           |                           |

## Galeria d'imatges

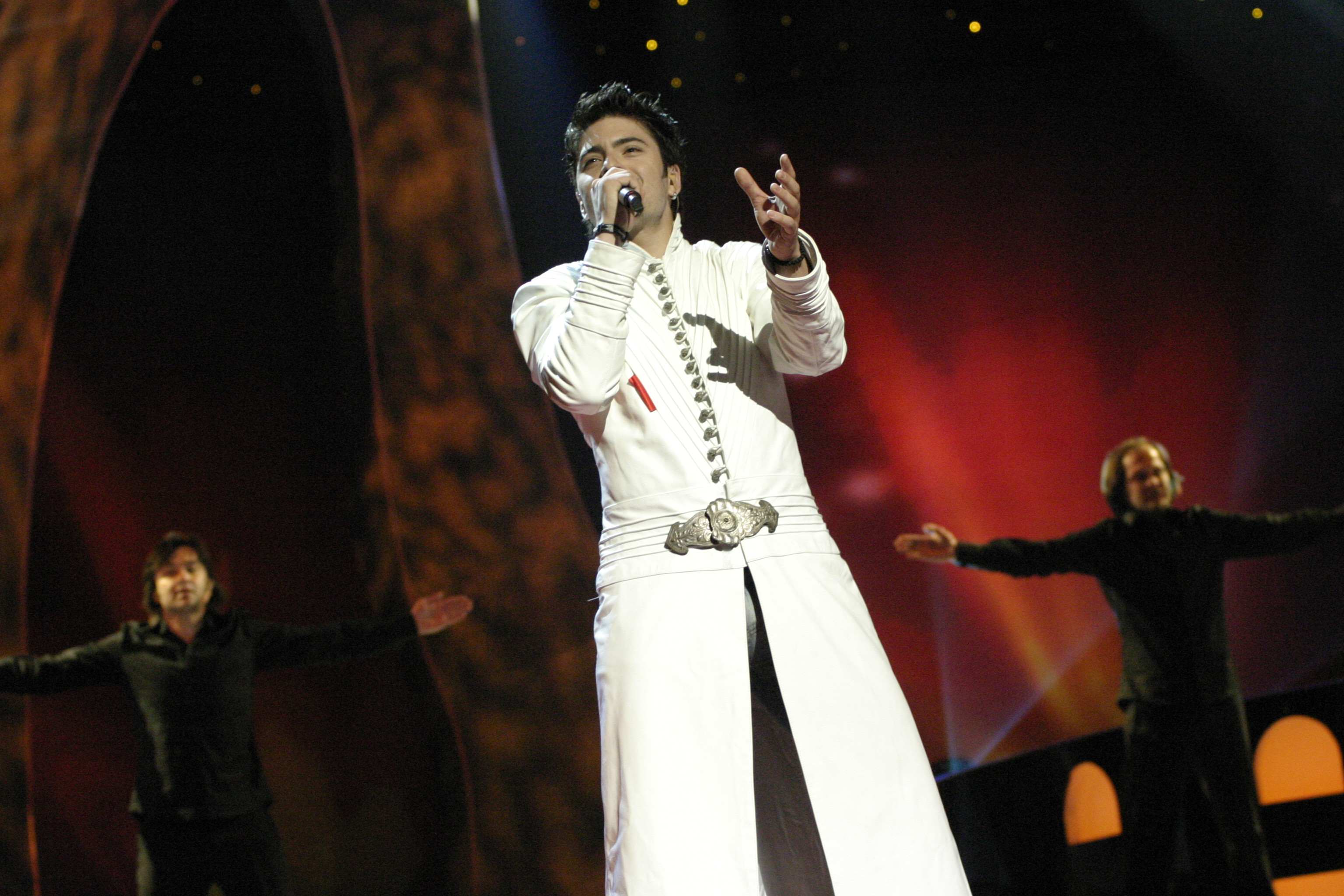
Toše Proeski a Istanbul (2004)
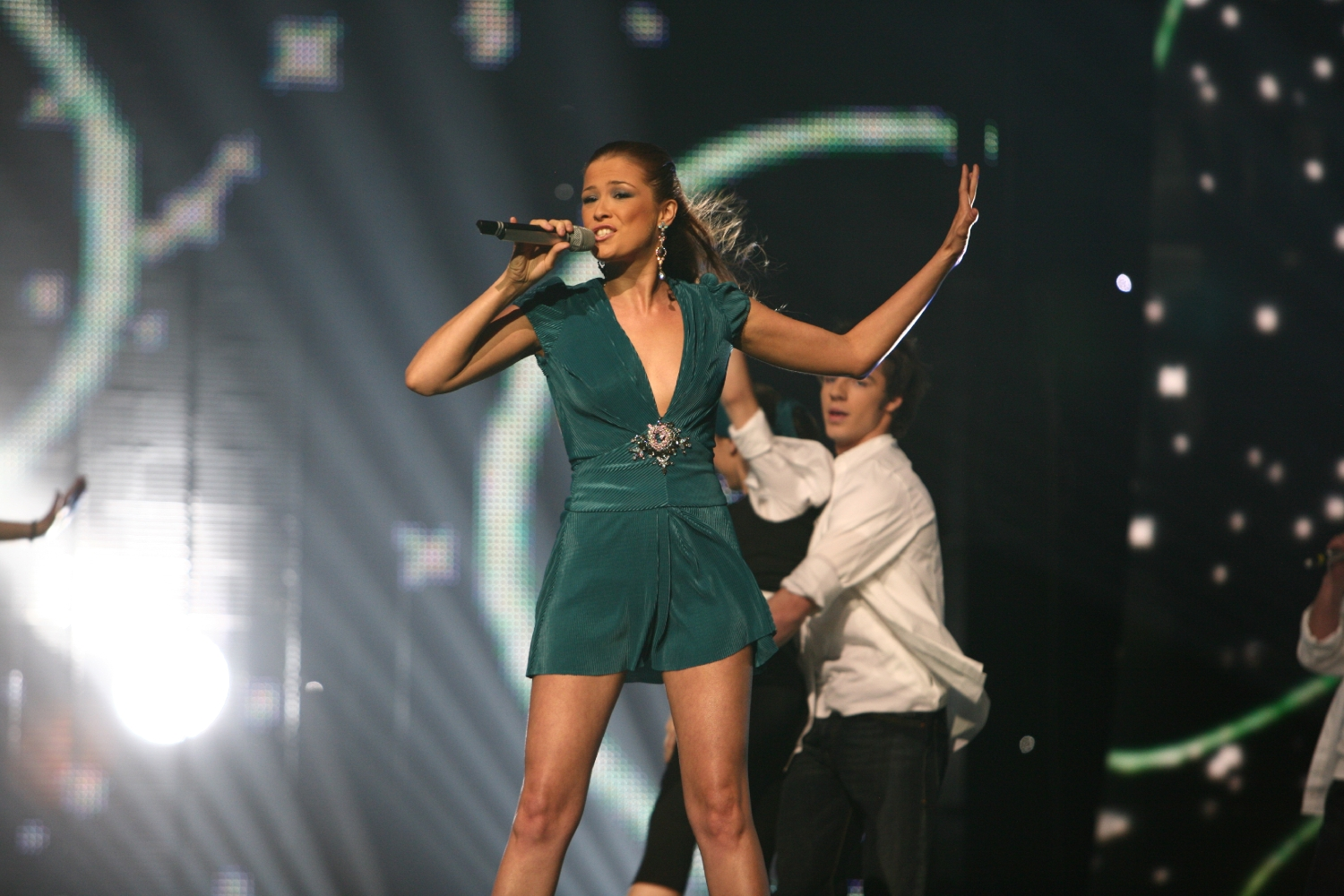
Karolina Gočeva a Hèlsinki (2007)
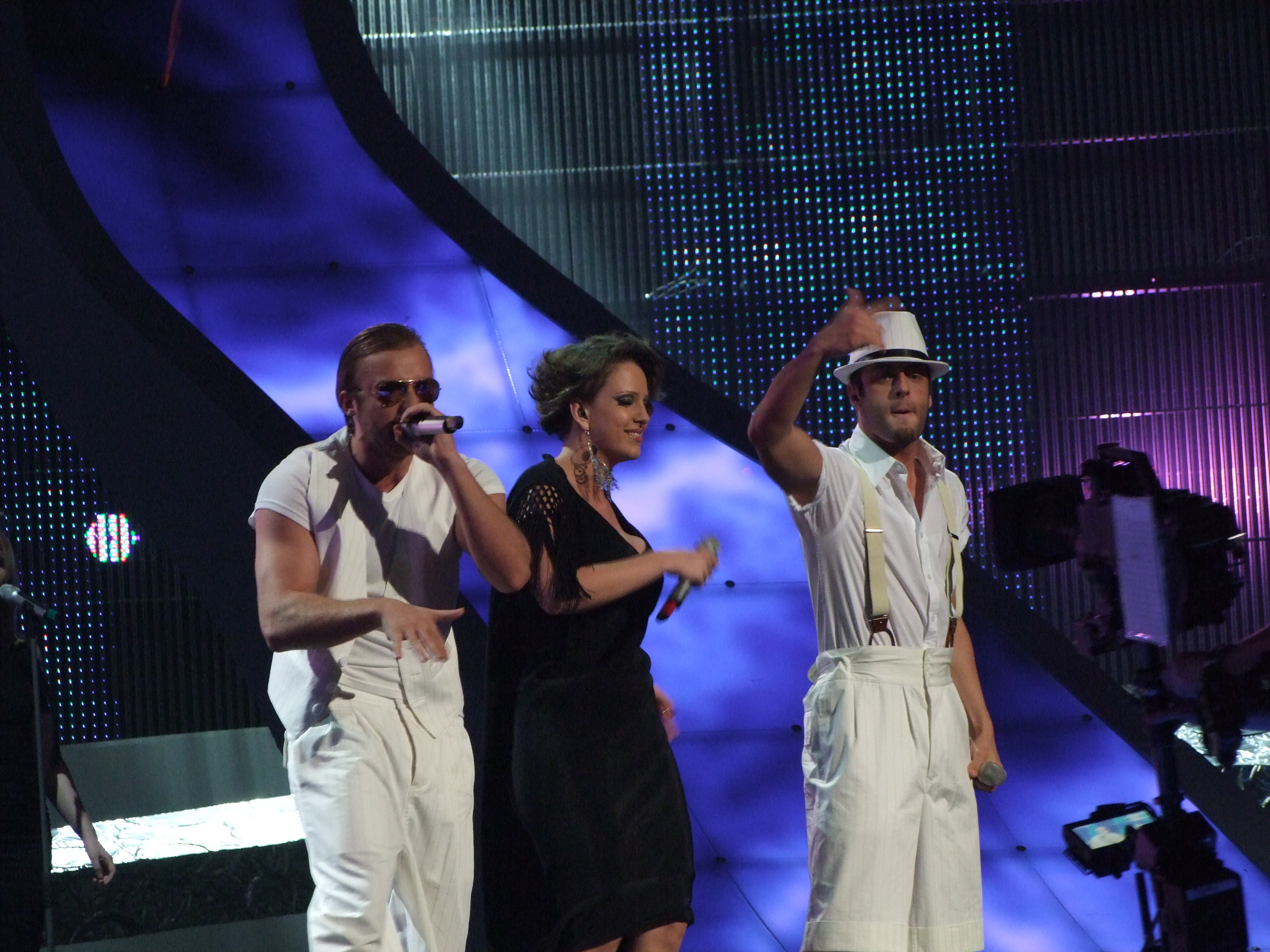
Tamara, Vrčak i Adrian a Belgrad (2008)
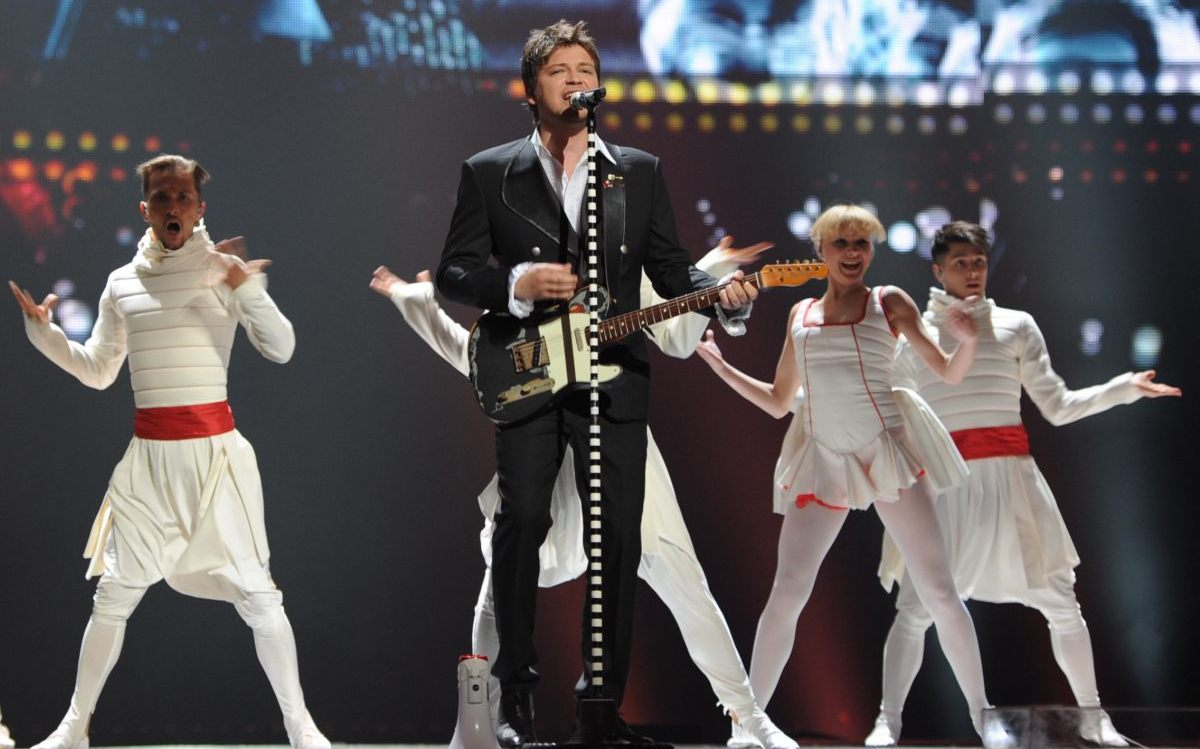
Vlatko Ilievski a Düsseldorf (2011)
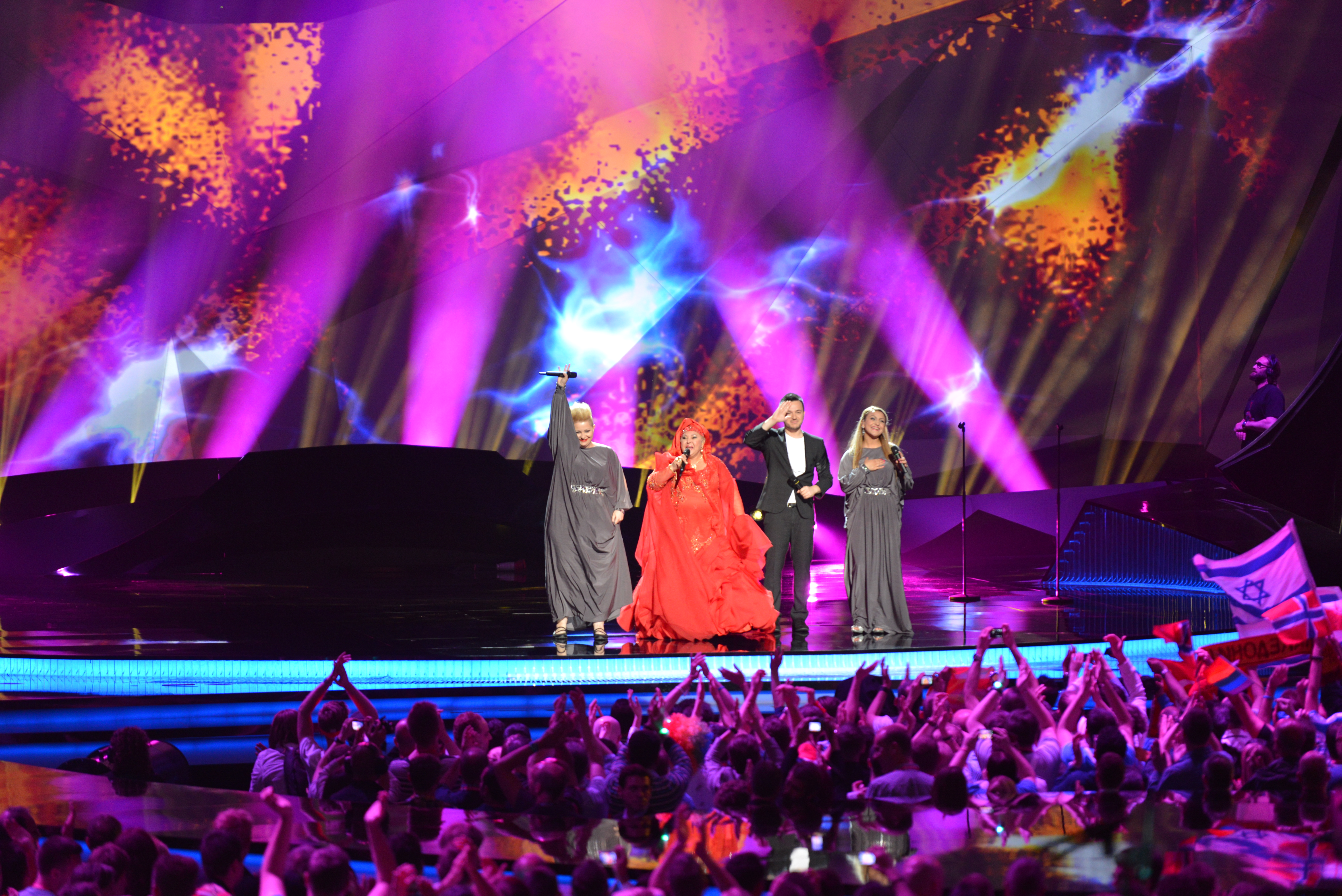
Esma Redjèpova i Vlatko Lozanoski a Malmö (2013)
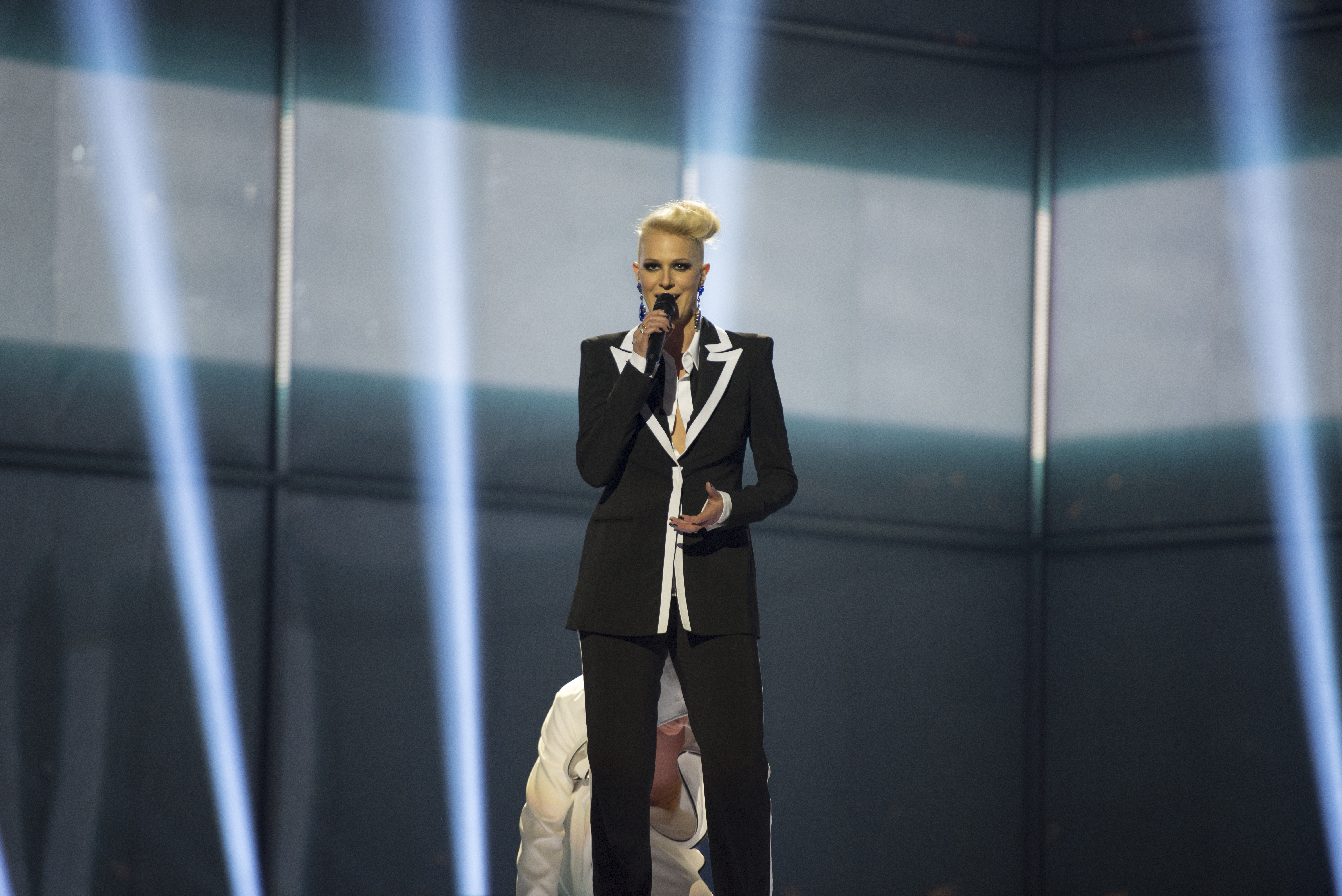
Tijana Dapčević a Copenhaguen (2014)
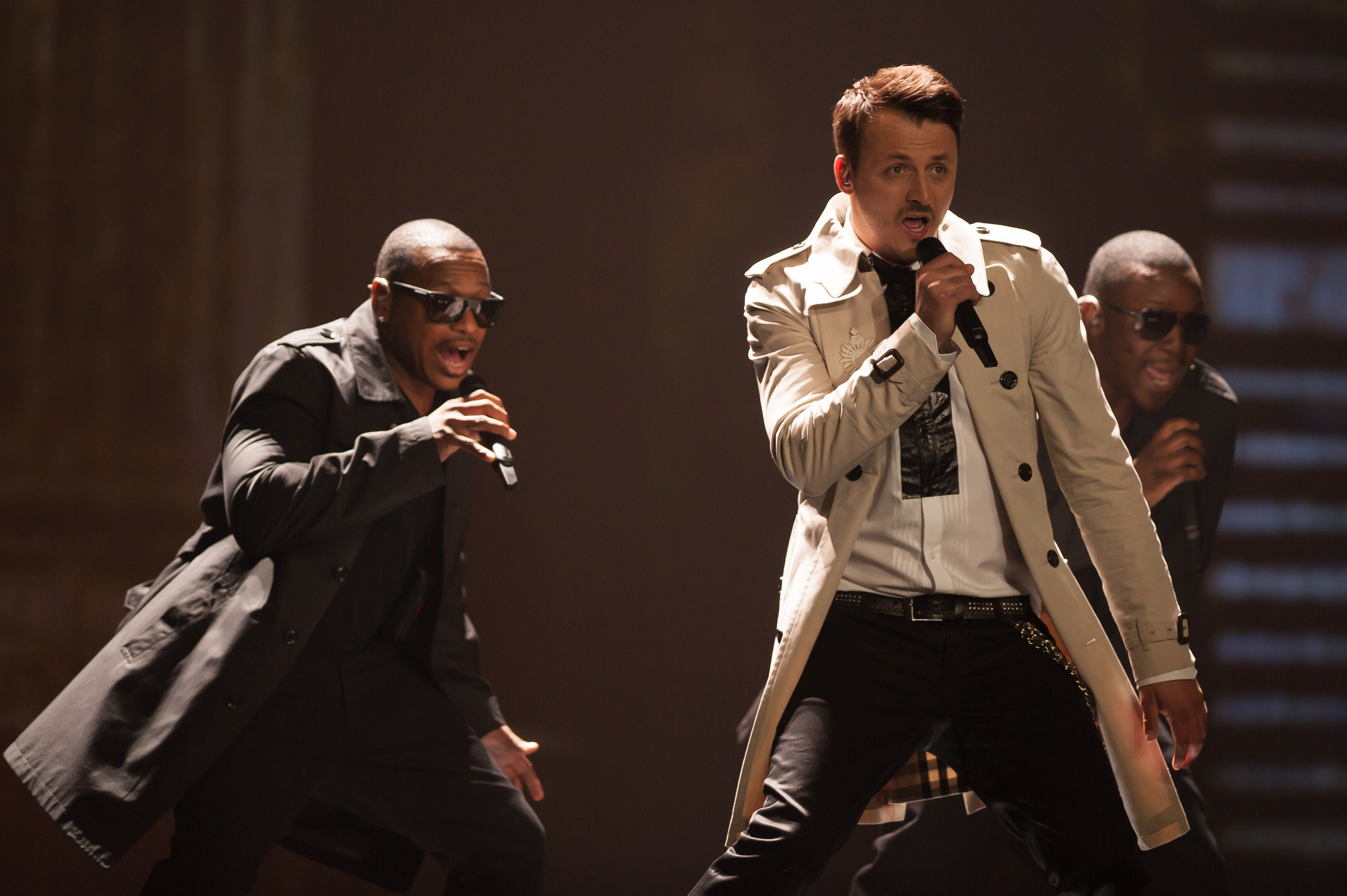
Daniel Kajmakoski a Viena (2015)
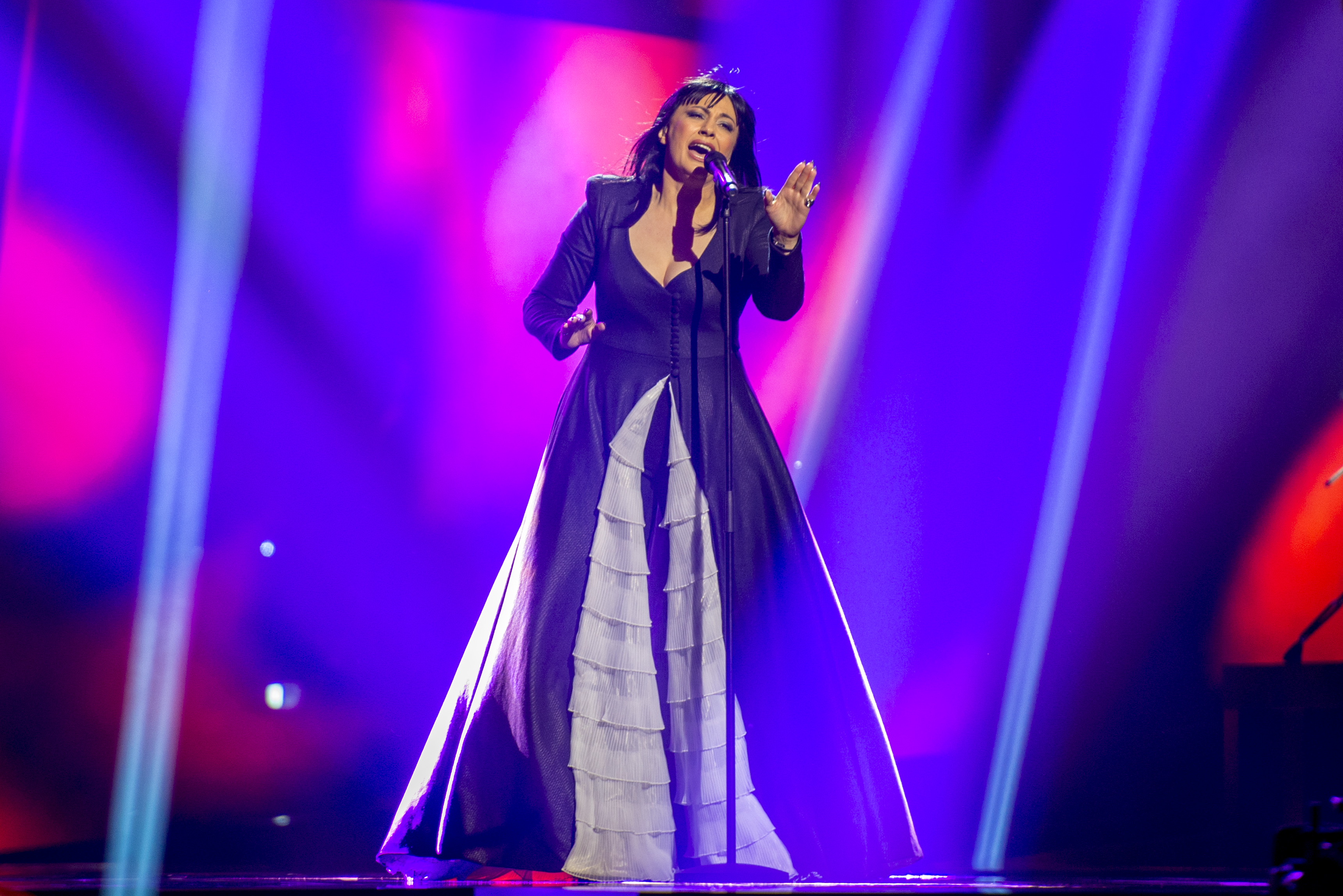
Kaliopi a Estocolm (2016)
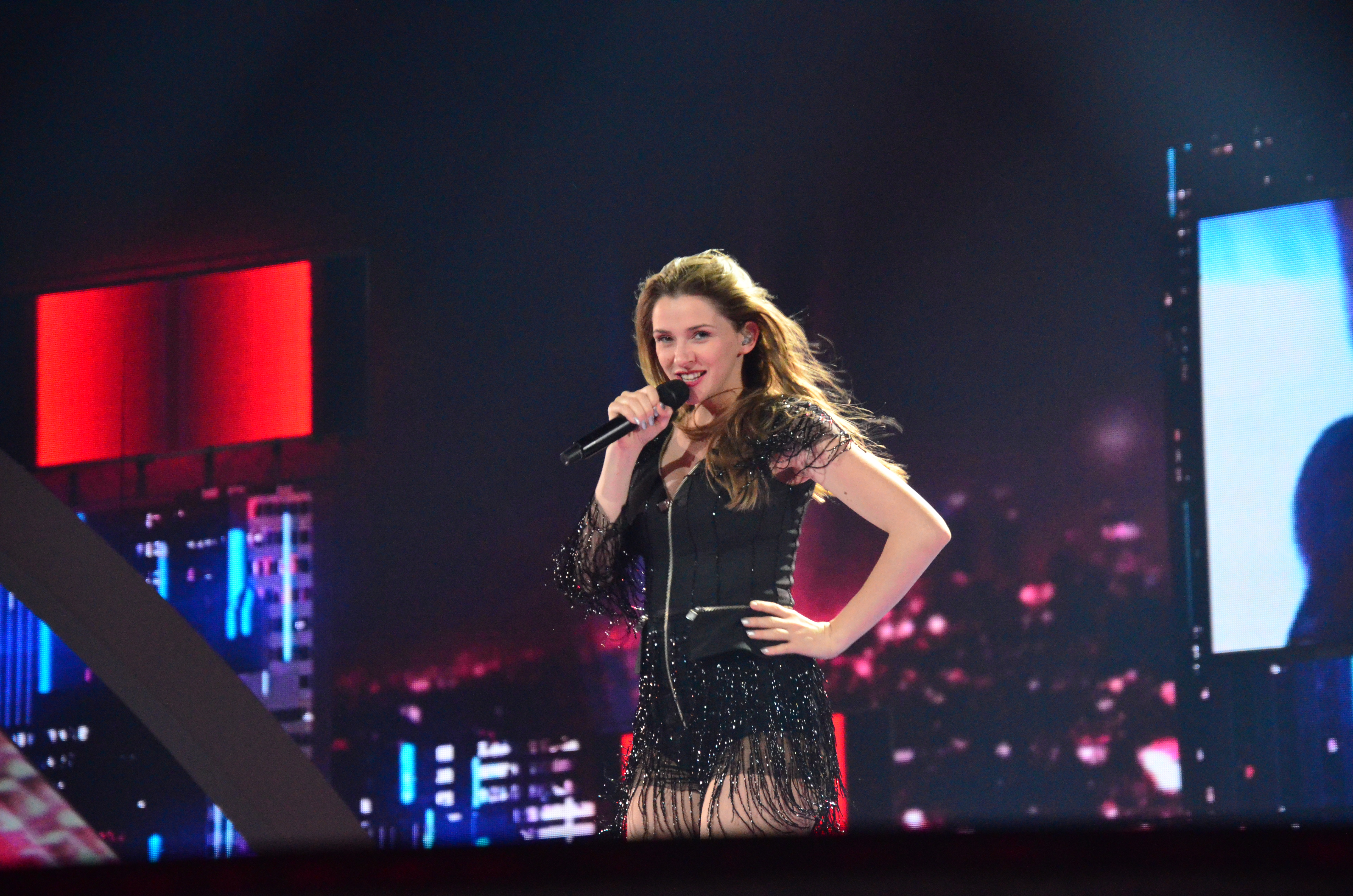
Jana Burčeska a Kíev (2017)
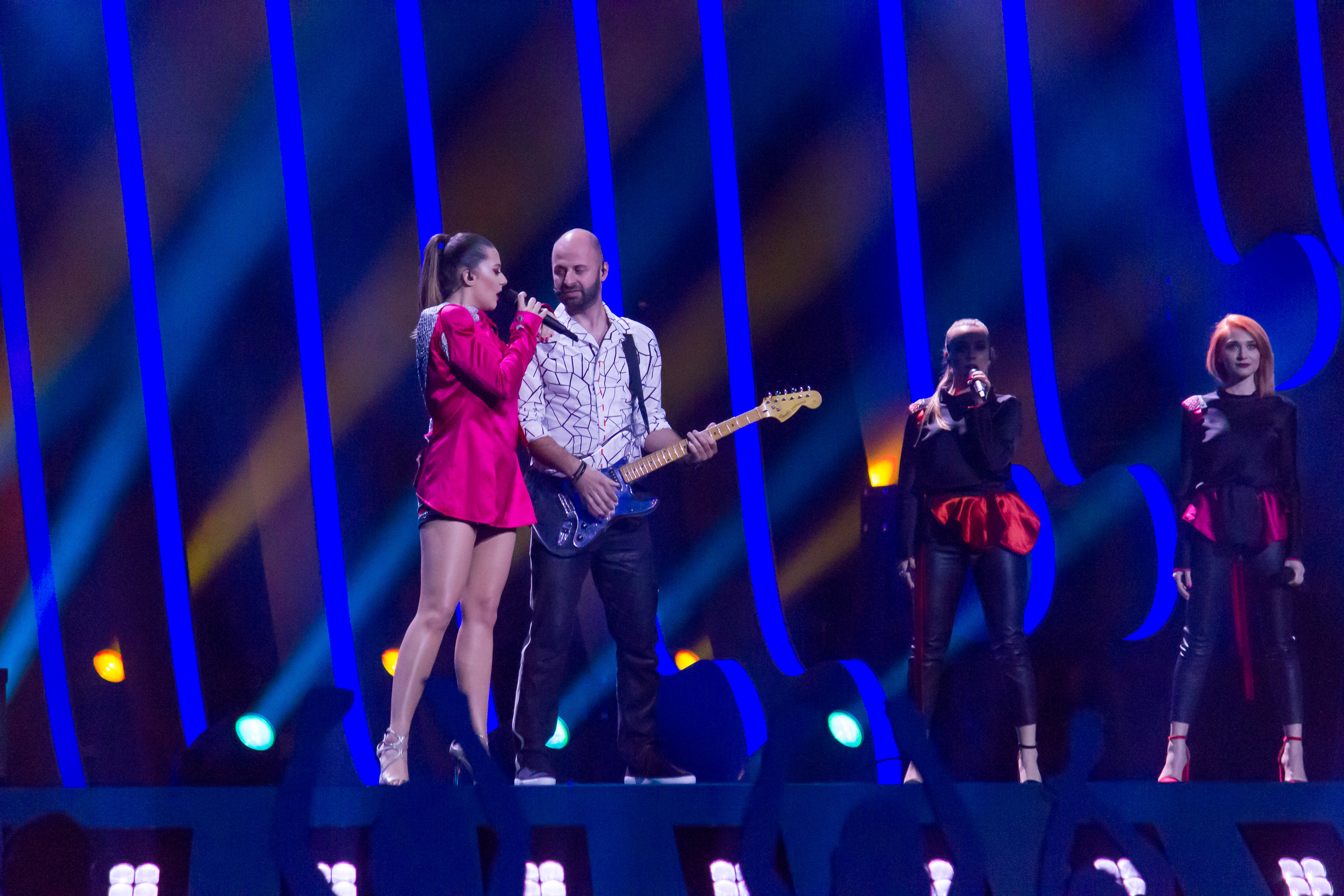
Eye Cue a Lisboa (2018)
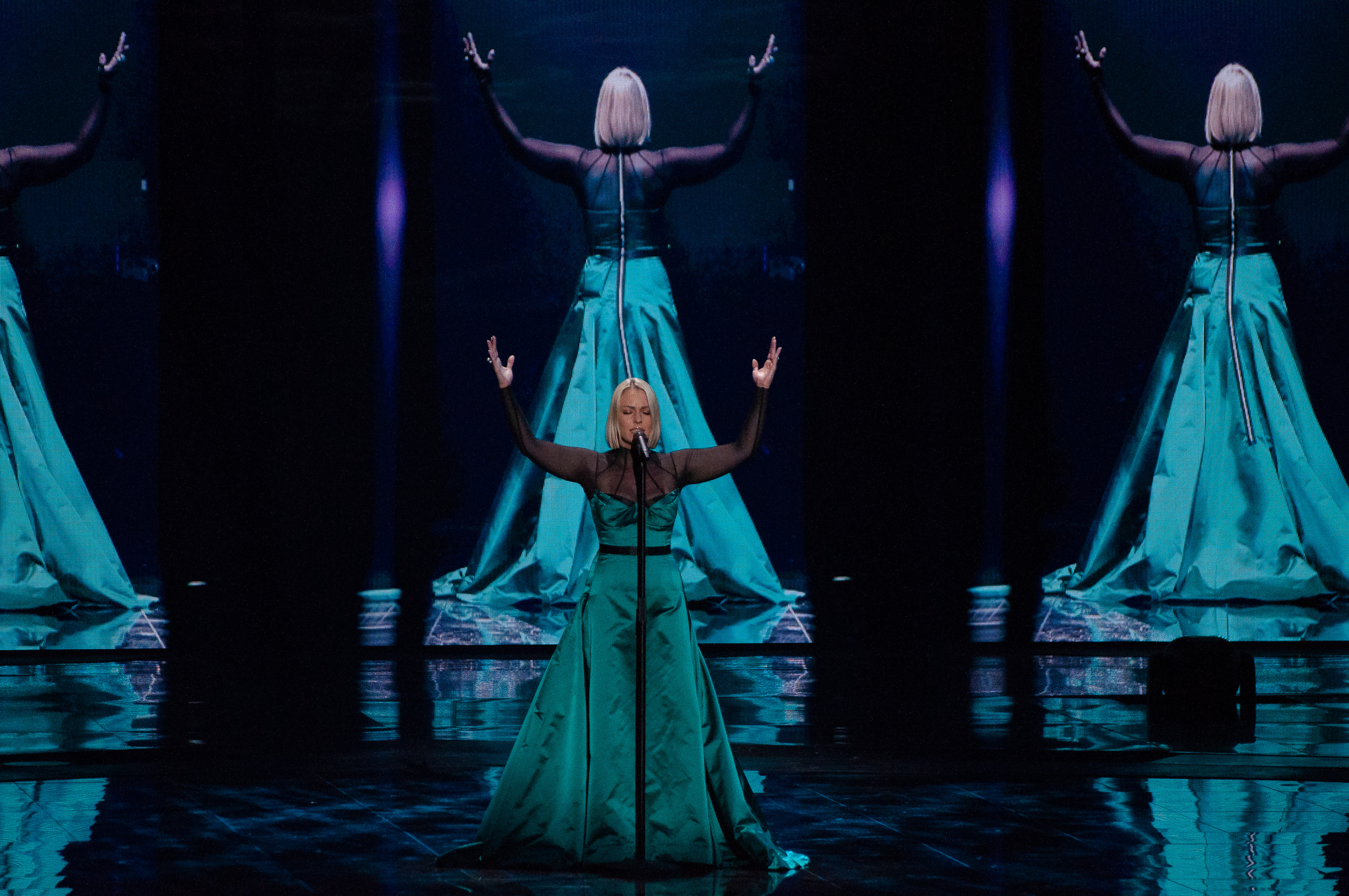
Tamara Todevska a Tel-Aviv (2019)